# Estrecho de James Ross

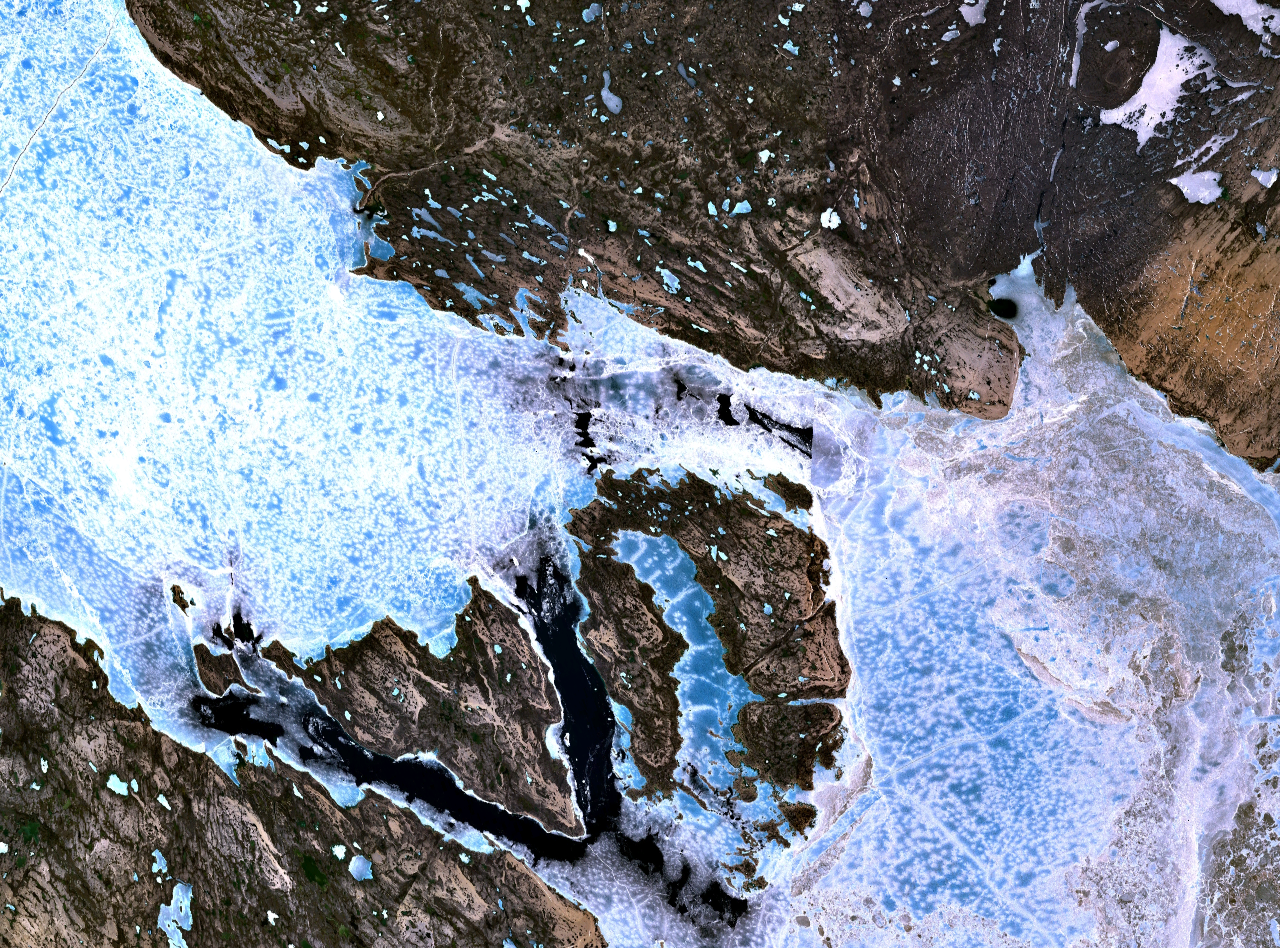
El estrecho helado: la isla triangular es isla Tennent y al oeste, isla Matty (Imagen del Landsat, NASA).

El estrecho de James Ross (en inglés, James Ross Strait) es un canal localizado en el ártico canadiense, que separa la isla del Rey Guillermo y las tierras continentales de la península de Boothia . Administrativamente pertenece al territorio autónomo de Nunavut. 

## Geografía
El estrecho de James Ross es uno de los muchos estrechos que rodean la isla del Rey Guillermo, y conecta, al sureste, con la cuenca St Roch —y pasada ésta, con el estrecho de Rae y la cuenca Rasmudsen— y, al noroeste, con las aguas del Larsen Sound. 
En el canal hay dos grupos de islas pequeñas, islas Clarence, en la boca noroccidental e islas Beverley, en la boca sur. También hay dos islas de tamaño medio, islas Tennent, en la mitad de la ribera meridional del estrecho —con un área de 308 km² y una longitud de 34 km y una anchura de 17 km— y a unos 3 km de ella, isla Matty —con un área de 477 km², una longitud de 34 km y una anchura de 23 km (con dos brazos que tienen a su vez, una anchura de 11 y 8 km). 
El estrecho tiene una longitud de unos 110 km y discurre en dirección SO-NE. Su boca noroccidental, de unos 70 km de anchura, está definida por una línea entre cabo Felix (isla del Rey Guillermo) y cabo Francis (península de Boothia) y su boca suroriental, de solamente 20 km, entre cabo Hardy (localizado en el borde sur de isla Matty) y cabo Cambridge (península de Boothia). 
Su ribera septentrional es la costa suroccidental de la península de Boothia, y comienza en su extremo noroccidental en cabo Francis; desciende en dirección SE en un tramo hasta bahía Kent, sigue cabo Victoria, bahía Oscar y acaba en cabo Cambridge, al borde de bahía Josephine, ya en aguas de la cuenca St Roch. 
En la otra ribera del estrecho, la meridional, está la costa nororiental de la isla del Rey Guillermo. Comienza este tramo en cabo Francis y desciende en dirección SE hasta cabo Sídney, un tramo en el que se encuentran próximas las islas Clarence; sigue la abrigada bahía de Port Parry, con punta Parry en su extremo sureste; a partir de aquí el canal principal se divide en dos ya que isla Tennent ocupa parte del estrecho: el estrecho principal discurre al norte de las islas; al sur de Tennent (entre ella y la isla del Rey Guillermo) hay un pequeño paso de unos 3 km de anchura, el canal de Humboldt, en cuyo final está el Peel Inlet. Siguiendo el estrecho principal, su costa meridional en este tramo es la costa norte de isla Tennent, hasta cabo Sabine, donde de nuevo el canal se divide en dos: sigue el principal en dirección SE, pero hay otro pequeño canal, el estrecho de Wellington, también de unos 3 km de anchura, que discurre en dirección sur, entre isla Tennet e isla Matty. (Al final de este canal está el grupo de islas Beverly). El canal principal sigue bordeando isla Matty, hasta cabo Hardy, donde finalizan las aguas del estrecho.

## Historia
Lleva su nombre en honor del explorador polar James Clark Ross, que fue el primero en explorar estas tierras, en la segunda expedición (1829-33) al Ártico de su tío, John Ross. En 1830, estando su barco, el Victory, atrapado en el hielo en Felix Harbour, cerca de bahía Thor, en el golfo de Boothia, cruzaron los canales helados y reconocieron la isla del Rey Guillermo, a la que bautizaron como Tierra del Rey Guillermo, ya que pensaron que era una península. Ross nombró muchos de los canales e islas de la zona, como las Tennent, en honor de James Emerson Tennent,  (1804–69), político irlandés, viajero y miembro de la Royal Society.
Una serie de exploradores polares en busca del Paso del Noroeste navegaron a través de las aguas del estrecho, como John Franklin y Roald Amundsen. 